# Lijst van sociologen
Deze lijst van sociologen bevat de namen van meer of minder bekende sociologen, of wetenschappers uit andere disciplines die voor de sociologie van belang zijn geweest.

## A

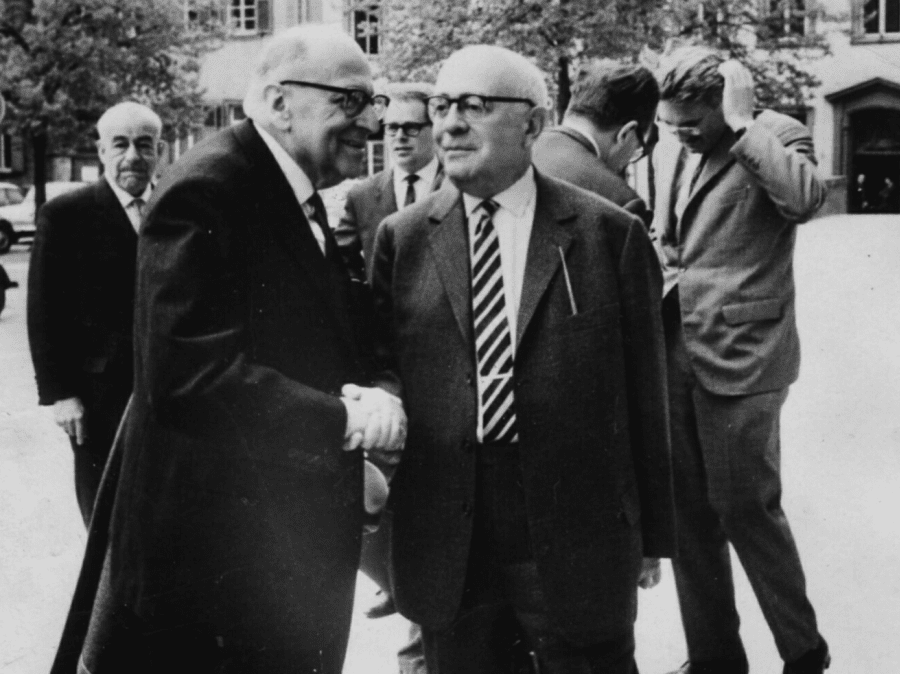
Theodor Adorno (rechts vooraan), Max Horkheimer (links vooraan), en Jürgen Habermas (rechts achteraan) in 1965 in Heidelberg

- Theodor Adorno
- Taner Akçam
- Hedy d'Ancona
- Hayo Apotheker
- Giovanni Arrighi
- Raymond Aron

## B
- Veit Bader
- Barry Barnes
- Jean Baudrillard
- Kurt Baschwitz
- Zygmunt Bauman
- Ulrich Beck
- Marie-Louise Bemelmans-Videc
- Walter Benjamin
- Gied ten Berge
- Anne-Marie Blondeau
- David Bloor
- Christien Brinkgreve
- P.J. Bouman
- Pierre Bourdieu
- Jan Breman
- Erna Brodber
- Aart Broek
- Herman Brutsaert

## C

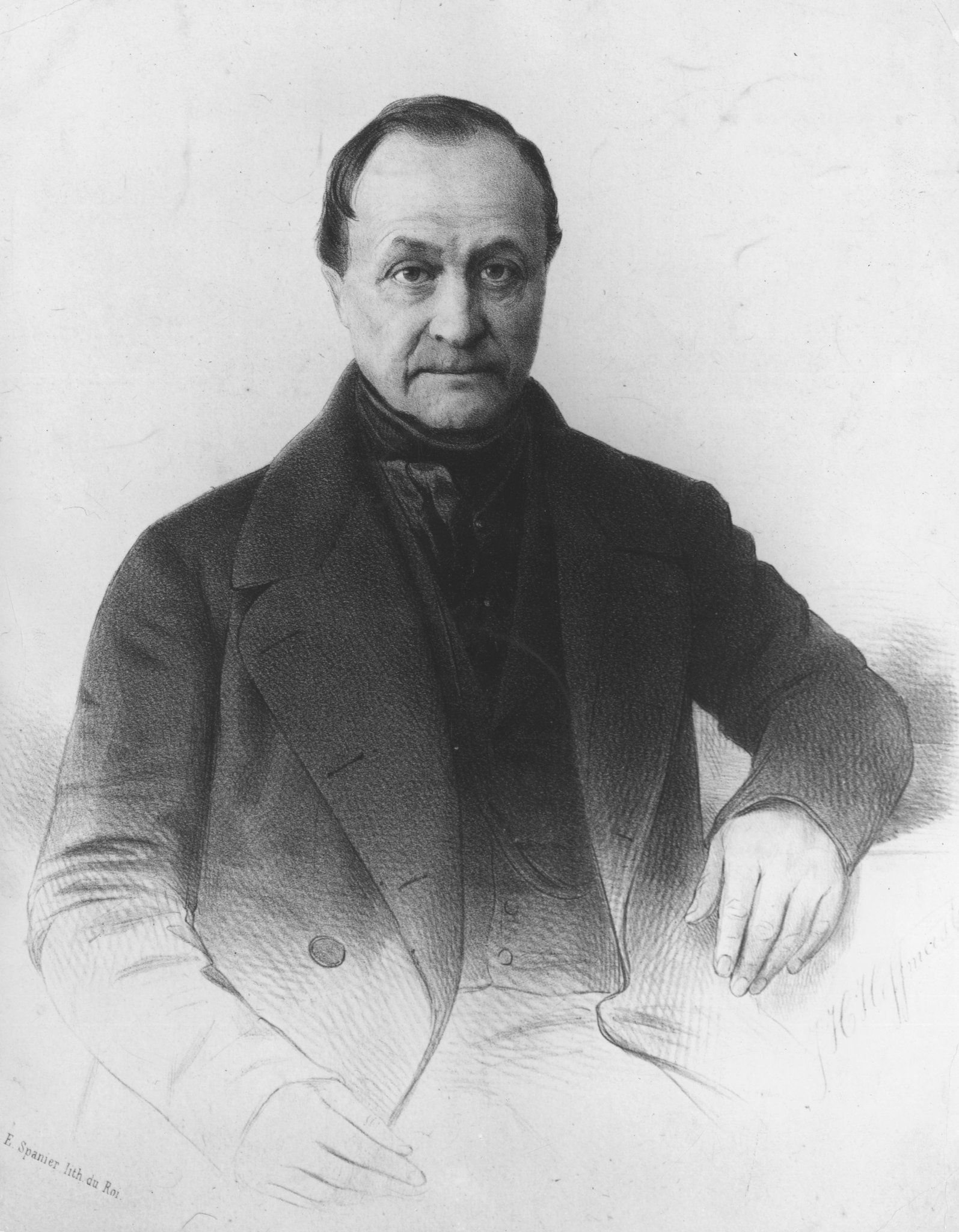
Auguste Comte

- Michel Callon
- Bea Cantillon
- Antonio Caso
- Manuel Castells
- Laurent Chambon
- Anne Chayet
- Sam Cherribi
- Charles Cooley
- Auguste Comte
- Daniel Cosío Villegas
- Jan Cremers

## D

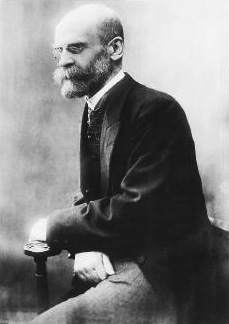
Émile Durkheim

- Ralf Dahrendorf
- Marcel van Dam
- César De Paepe
- Ludo De Witte
- Lucas Derks
- Steven Derksen
- Karel Dobbelaere
- J.A.A. van Doorn
- Georges Dumézil
- Émile Durkheim

## E
- Mark Elchardus
- Norbert Elias
- Jacques Ellul
- Gerard Endenburg
- Friedrich Engels
- Han Entzinger
- Barbara Epstein
- Alfred Espinas
- Amitai Etzioni
- Philip Everts

## F
- Nader Fergany
- Richard Florida
- Mary Parker Follett
- Pim Fortuyn
- Michel Foucault

## G
- Ivan Gadourek
- Manuel Gamio
- Arnold Gehlen
- Ernest Gellner
- Felix Geyer
- Anthony Giddens
- Jenny Gierveld
- Martijn de Goede
- Erving Goffman
- Ziya Gökalp
- Pablo González Casanova
- Joop Goudsblom
- Paul de Graaf
- Sjoerd Groenman

## H

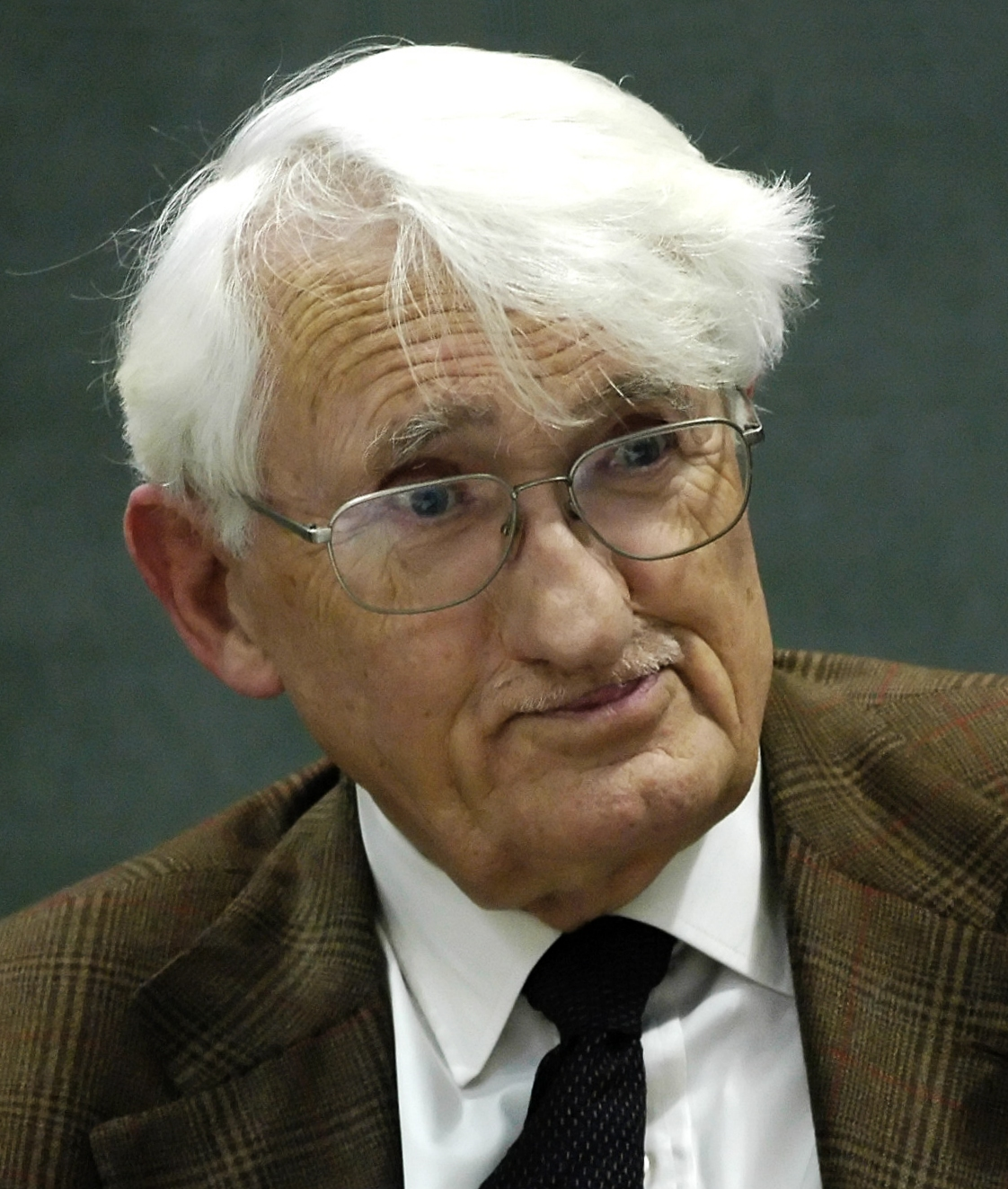
Jürgen Habermas

- Jürgen Habermas
- Jan Hamel
- Thea Hilhorst
- Jaap Hollander
- Max Horkheimer
- François Houtart
- Joop Hox
- Luc Huyse

## I
- Saad Eddin Ibrahim
- Han Israëls

## J
- Dirk Jacobs (socioloog)
- Raf Janssen

## K

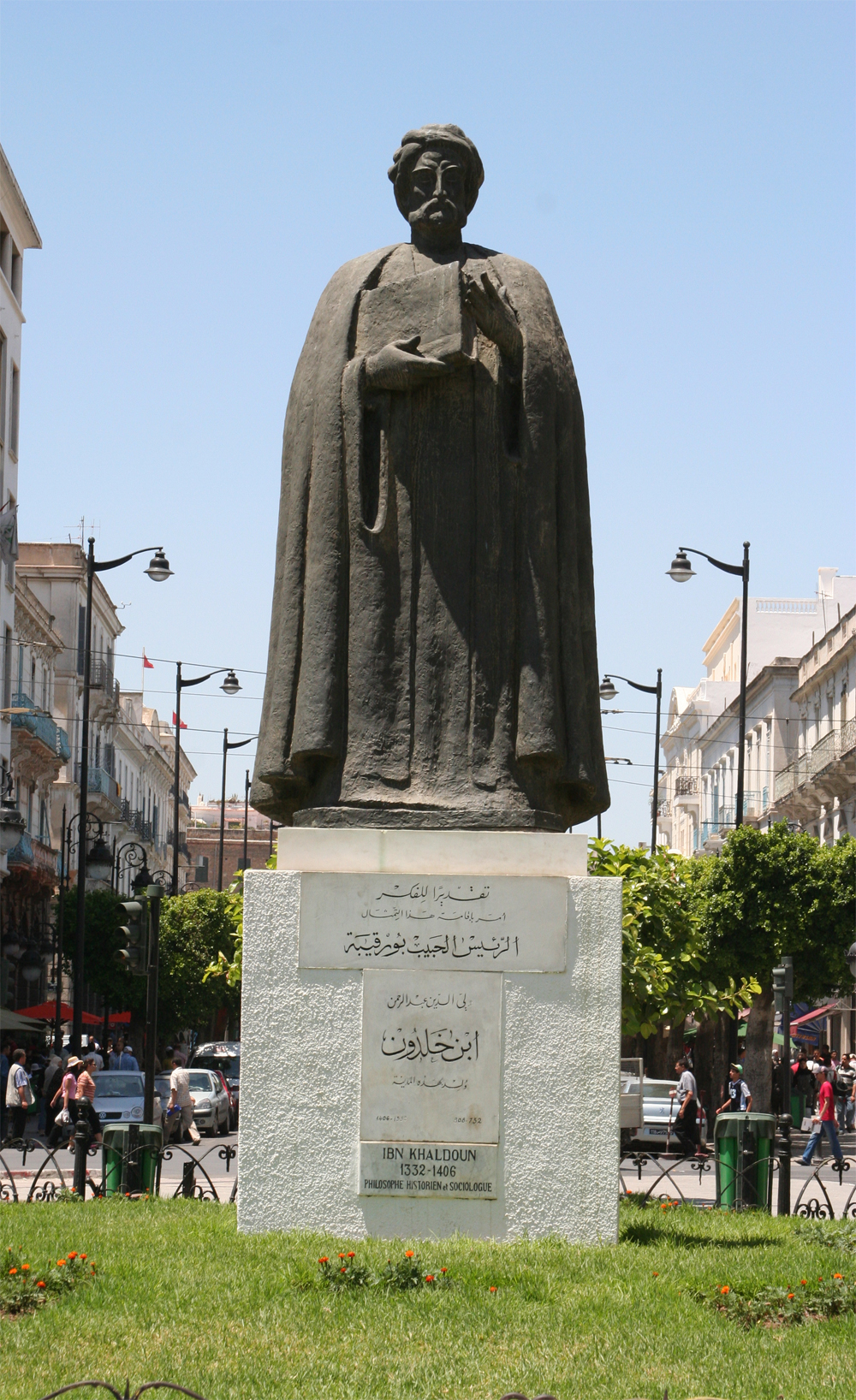
Ibn Khaldun

- Ibn Khaldun
- Baruch Kimmerling
- Kees Klop
- Siegfried Kracauer
- Irving Kristol

## L
- Rudi Laermans
- Michèle Lamont
- Cor Lammers
- Henny Langeveld
- Harold Lasswell
- Bruno Latour
- Jan Laurier
- Gustave Le Bon
- Edith de Leeuw
- Henri Lefebvre
- Frans Leijnse
- Han Leune
- Joeri Levada
- Adriaan van Liempt
- Siegwart Lindenberg
- Rensis Likert
- Tanja van der Lippe
- Niklas Luhmann

## M

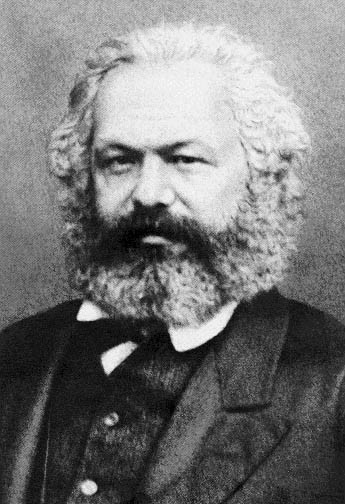
Karl Marx

- Karl Mannheim
- Herbert Marcuse
- Harriet Martineau
- Karl Marx
- Willem Mastenbroek
- Elton Mayo
- George Herbert Mead
- Fatima Mernissi
- Robert K. Merton
- Pauline Meurs
- Robert Michels
- Herman Milikowski
- Charles Wright Mills
- Andrés Molina Enríquez
- Annet Mooij

## N
- Robert Nisbet
- Otto Neurath
- Nico Nelissen

## O
- Viktor Ovtsjarenko

## P
- Karl Polanyi
- Talcott Parsons
- Dick Pels
- Bartjan Pennink
- Bram Peper
- Bernike Pasveer
- Helmuth Plessner
- Fred Polak

## Q
- Adolphe Quetelet

## R
- Dessalegn Rahmato
- Reimut Reiche
- Renaat Roels
- Eugen Rosenstock-Huessy

## S
- Willem Saris
- Saskia Sassen
- Willem Schinkel
- Richard Scott
- Paul Schnabel
- Kees Schuyt
- Richard Sennett
- Jo Segers
- Ali Shariati
- Georg Simmel
- Herbert Simon
- Ulbo de Sitter
- Pitirim Sorokin
- Herbert Spencer
- Guy Spitaels
- Rodolfo Stavenhagen
- Lorenz von Stein
- Sebald Rudolf Steinmetz
- Frans Stokman
- Wolfgang Streeck
- Robert Sund
- Abram de Swaan
- Peter Gustaaf Swanborn

## T
- Pierre-André Taguieff
- Gabriel Tarde
- Piet Thöenes
- Rob Tielman
- Charles Tilly
- Evelien Tonkens
- Ferdinand Tönnies
- Bart Tromp

## V
- Jan Van Bavel
- Thorstein Veblen
- René Veenstra
- Rita Verdonk
- Hilda Verwey-Jonker
- Jan Vranken
- Frans van Vught
- Herman Vuijsje

## W

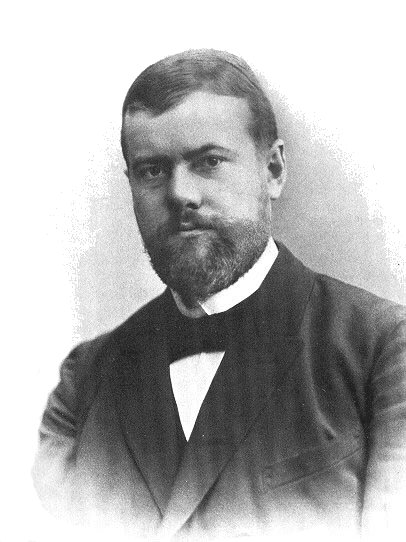
Max Weber

- Jacques Wallage
- Immanuel Wallerstein
- Max Weber
- W.F. Wertheim
- Henk Westbroek
- H. Lyn White Miles
- Dennis Wiersma
- José Woldenberg

## Y
- Jehannes Ytsma

## Z
- Anton Zijderveld
- Hans van der Zouwen